# James W. Bradbury
James W. Bradbury (Parsonsfield, 1802. június 10. – Augusta, 1901. január 6.) az Amerikai Egyesült Államok szenátora (Maine, 1847–1853).